# Блерсден (Калифорнија)
Блерсден (енгл. Blairsden) насељено је место без административног статуса у америчкој савезној држави Калифорнија.

## Демографија
По попису из 2010. године број становника је 39, што је 11 (-22,0%) становника мање него 2000. године.
| Група             | 2000.      | 2010.      |
| Белци             | 45 (90,0%) | 37 (94,9%) |
| Афроамериканци    | 0 (0,0%)   | 0 (0,0%)   |
| Азијати           | 1 (2,0%)   | 0 (0,0%)   |
| Хиспаноамериканци | 2 (4,0%)   | 2 (5,1%)   |
| Укупно            | 50         | 39         |